# 爨硕子
爨硕子（?—?），南北朝爨氏豪酋。
他之前的爨氏首領是他的祖父宁州（今云南省）刺史爨龙颜。爨硕子的父亲爨驎弘早逝，没有来得及为父亲立碑，爨硕子秉承父亲训诫，于仲秋七月，上山采择石料。在宋孝武帝大明二年（458年）岁在戊戌九月上旬壬子朔，和叔叔爨驎绍、爨驎暄、爨驎崇，兄弟爨硕瑞、爨硕才、爨硕繗、爨硕万、爨硕思、爨硕闾、爨硕罗、爨硕闼、爨硕俗等一起树立爨龙颜的石碑，就是后来发现的爨龙颜碑。